# يآركو بلومبرغ
يآركو بلومبرغ (بالفنلندية: Jaakko Blomberg)‏ هو صحفي ودبلوماسي فنلندي، ولد في 26 أبريل 1942.